# Odorrana tiannanensis
Espèce
Synonymes
- Rana tiannanensis Yang & Li, 1980
- Rana megatympanum Bain, Lathrop, Murphy, Orlov & Ho, 2003
- Rana tabaca Bain & Truong, 2004
- Rana heatwolei Stuart & Bain, 2005

Statut de conservation UICN

 LC  : Préoccupation mineure
Odorrana tiannanensis est une espèce d'amphibiens de la famille des Ranidae.

## Répartition
Cette espèce se rencontre entre 120 et 1 000 m d'altitude :
- dans le sud-est de la République populaire de Chine sur l'île de Hainan et dans les provinces du Yunnan et du Guangxi ;
- dans le nord du Laos dans la province de Phongsaly ;
- dans le nord du Viêt Nam.

## Publication originale
- Yang & Li : A new species of the genus Rana from Yunnan. Zoological Research, Kunming, vol. 1, p. 261-264 (texte intégral).